# Alyssa Mautz
Alyssa Lee Mautz (* 29. Juli 1989 in St. Louis, Missouri) ist eine US-amerikanische Fußballspielerin, die von der Saison 2013 bis 2022 bei den Chicago Red Stars in der National Women’s Soccer League unter Vertrag stand.

## Karriere

### Verein
In der Saison 2011 lief Mautz in fünf Partien für den Sky Blue FC in der WPS auf, dabei gelang ihr ein Treffer. Nach der Auflösung der WPS Anfang 2012 wechselte sie zu den Chicago Red Stars in die kurzlebige WPSL Elite, wo sie zu 13 Einsätzen kam.
Anfang 2013 wurde Mautz beim sogenannten Supplemental Draft zur neugegründeten NWSL in der fünften Runde an Position 36 erneut von den Chicago Red Stars verpflichtet. Ihr Ligadebüt gab sie am 14. April 2013 gegen den Seattle Reign FC, ihren ersten Treffer in der NWSL erzielte sie am 8. Mai gegen den Sky Blue FC. Nach Ende der NWSL-Saison wechselte sie auf Leihbasis bis zum Jahresende 2013 zum russischen Erstligisten Zorkiy Krasnogorsk und kehrte danach nach Chicago zurück. Im Oktober 2016 wechselte sie gemeinsam mit Vanessa DiBernardo auf Leihbasis zu Perth Glory. Am 22. Juli 2017 absolvierte sie als erste Spielerin der Chicago Red Stars ihr 100. Ligaspiel (ligaübergreifend und Play-off-Einsätze eingerechnet).

### Nationalmannschaft
Mautz spielte für die US-amerikanischen Jugendnationalmannschaften in den Altersstufen U-20 und U-23. Mit der U-20 gewann sie die Weltmeisterschaft 2008.

## Erfolge
- 2008: Gewinn der U-20-Weltmeisterschaft